# Банко Банков (инженер)
Вижте пояснителната страница за други личности с името Банко Банков.
Банко Петков Банков е български строителен инженер, професор, писател.

## Биография
Банко Банков е роден на 2 юли 1936 г. в Ловеч. Завършва Пълно средно смесено училище „Христо Кърпачев“ (Ловеч) като първенец на випуска със златен медал (1954) и със специалност промишлено и гражданско строителство в Инженерно-строителния институт, София (1960).
След дипломирането си е обектов ръководител при строежа на Комбината за цветни метали в Пловдив (1960-1962), инженер-конструктор при строежа на Нефтохимическия комбинат в Бургас (1962 – 1964), за което е награден е два пъти с Медал „За трудово отличие“.
По-късно е преподавател по строителна механика във Висшия инженерно-строителен институт и във Висшето строително училище. Специализира във Франция (1974 – 1975) и Полша (1988). Доктор на науките от (1975), доцент (1979) и професор (1991). Заместник-декан на Строителния факултет в Инженерно-строителния институт гр. София (1991 – 1994), ръководител на катедра „Строителна механика“ (1995 – 1999), ръководител на сцециализанти и докторанти по строителна механика.
Автор е на около 50 научни публикации, монографии и учебници по строителна механика. Член е на Съюза на учените в България, на бюрото на Националния комитет по теоретична и приложна механика, на редакционната колегия на списание „Строителство“.
Банко Банков е автор на над 400 заглавия художествена литература. По време на следването си участва в литературния кръжок „Димчо Дебелянов“ при Централния студентски дом на културата в София. Дебютира със сатирични стихове във в-к „Стършел“ и в-к „Студентска трибуна“. Публикува първите си белетристични творби в сп. „Септември“ и сп. „Пламък“. През 1982-1988 г. е референт-редактор към СБП и член на Съюза на българските писатели. Сътрудничи на в-к „Литературен фронт“, в-к „Пулс“, в-к „Труд“, сп. „Отечество“, сп. „Съвременник“ и др. Съветник към Комисия по култура и медии към 43 и 44 Нар. събрание, автор на проектозакон на СБП за съхранение, употреба и развитие на бълг. език.